# 波利斯季河
波利斯季河是俄羅斯的河流，位於普斯科夫州和諾夫哥羅德州，屬於洛瓦季河的左支流，河道全長176公里，流域面積3,630平方公里，從發源地往東北方向流，注入洛瓦季河，河道可讓船隻航行，河畔城鎮有舊魯薩。